# Interstate 97
I-97 eller Interstate 97 är en amerikansk väg, Interstate Highway.

## Delstater vägen går igenom
- Maryland